# Soman Chainani
Soman Chainani (Miami, 2 de agosto de 1979) é um autor e cineasta norte-americano, mais conhecido por escrever uma coletânea de livros infantis intitulado The School for Good and Evil. Algumas de suas obras foram adaptadas para o cinema.

## Primeiros anos e educação
Chainani cresceu em Key Biscayne, Flórida, onde sua família era uma das poucas de ascendência indiana. Ele frequentou a Universidade de Harvard, onde se formou em Literatura Inglesa e Americana em 2001. Ele se assumiu gay em seu último ano de faculdade. Depois de se formar em Harvard, ele frequentou a Universidade de Columbia, onde participou do programa de mestrado em cinema.

## Carreira de escritor
A série de Chainani, The School for Good and Evil, estreou na lista de livros mais vendidos do The New York Times, no qual vendeu mais de 4 milhões de cópias, foi traduzida para 35 idiomas em seis continentes e foi adaptada para um grande filme da Netflix que estreou em primeiro lugar em mais de 80 países.
Seus outros livros da série School for Good and Evil são A World Without Princes, The Last Ever After, Quests for Glory, A Crystal of Time e One True King – todos estrearam na lista de mais vendidos do jornal The New York Times.
Seu livro de contos de fadas recontados, Beasts and Beauty, foi lançado em 21 de setembro de 2021, com grande aclamação, com Kirkus Reviews chamando a coleção de "elaborada com maestria (...) evocando a maravilha, o terror e a magia dos reinos da fantasia". Beasts & Beauty foi um best-seller instantâneo do The New York Times, o sétimo best-seller consecutivo de Soman no jornal norte-americano, e está programado para ser uma série limitada de televisão da Sony 3000, com Soman escrevendo e produzindo executivo. Juntos, os livros de Chainani estão na lista de mais vendidos do The New York Times há 50 semanas.
Seu livro, Rise of the School for Good and Evil, foi lançado em 31 de maio de 2022, com grande aclamação e na lista de livros mais vendidos do The New York Times. O periódico Publishers Weekly descreveu-o como "uma oferta de fantasia episódica e aventureira". Uma sequência, Fall of the School for Good and Evil, foi lançada em maio de 2023.
Em 2024, Soman anunciou seu próximo livro Young World, um thriller político global que será lançado em 2026, sobre um jovem de 17 anos que, contra todas as probabilidades, é eleito presidente dos Estados Unidos.

## Obras publicadas

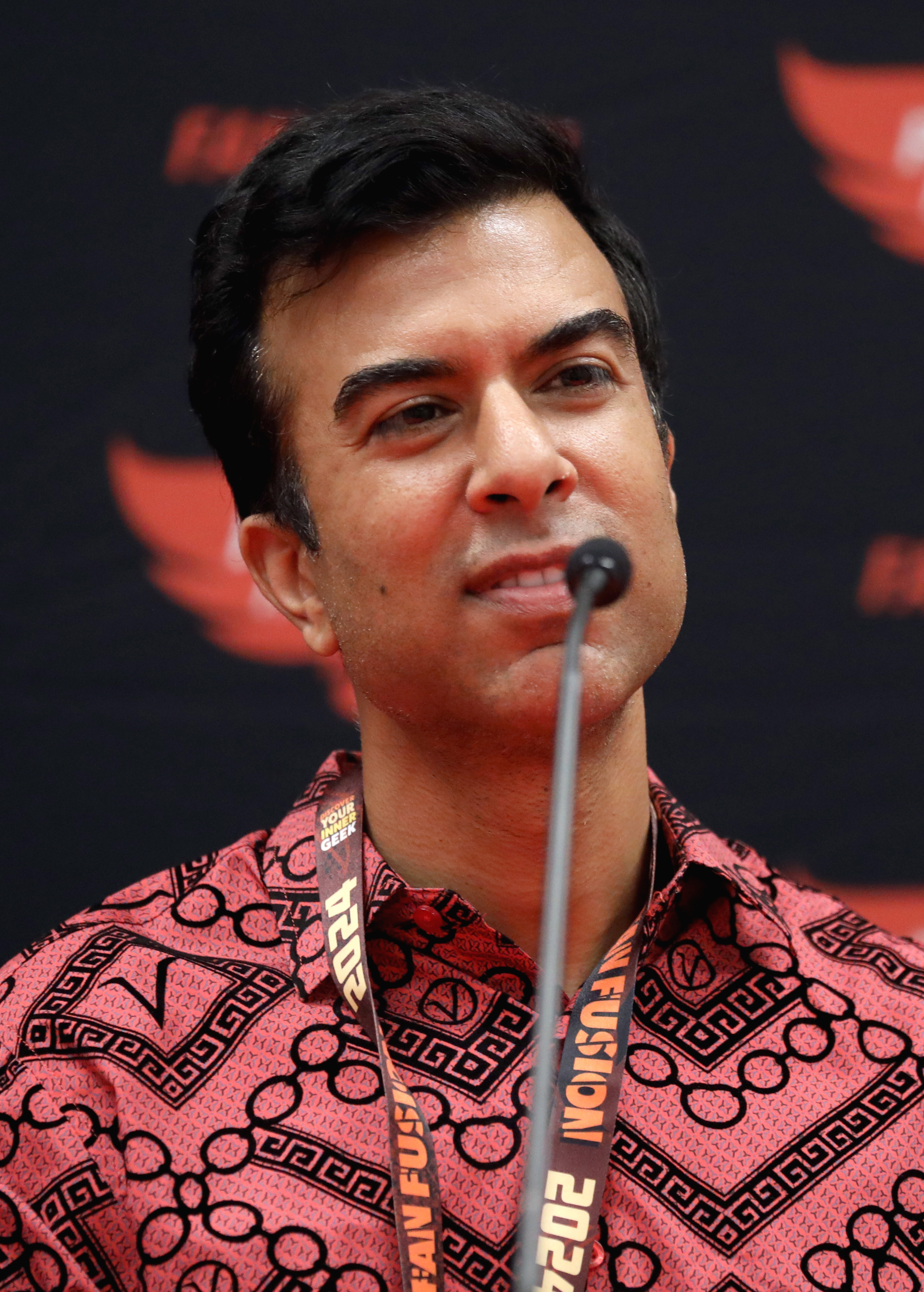
Chainani na Phoenix Fan Fusion de 2024

### The School for Good and Evil
The School Years
- 2013: The School for Good and Evil (em inglês)[15]
- 2014: A World Without Princes (em inglês)[16]
- 2015: The Last Ever After (em inglês)[17]
  - 2016: The Ever Never Handbook - complementar (em inglês)[18]

The Camelot Years
- 2017: Quests for Glory (em inglês)[19]
- 2019: A Crystal of Time (em inglês)[20]
- 2020: One True King (em inglês)

Prequels
- 2022: Rise of the School for Good and Evil (em inglês)[21]
- 2023: Fall of the School for Good and Evil (em inglês)[22]

### Contos
- 2017: "Flying Lessons" em Flying Lessons & Other Stories (em inglês), editado por Ellen Oh
- 2017: "Gwen e Art e Lance" em Because Your Love to Hate Me: 13 Tales of Villainy (em inglês), editado por Amerie

### Outros livros
- 2021: Beasts and Beauty: Dangerous Tales (em inglês)[23]

## Prêmios e indicações
The School for Good and Evil
- Best-seller do The New York Times[24]
- Lista Indie de Best-sellers da ABA[25][26]
- Prêmio Waterstone de Melhor Ficção Infantil para crianças de 5 a 12 anos (2014, indicado por The School for Good and Evil)[27]
- Um dos melhores livros de 2013 da Barnes & Noble
- Um dos melhores livros de 2013 da Books-a-Million
- Escolha PopWatch da Entertainment Weekly
- Seleção da lista de leitura da Children's Choice
- Semifinalista do Goodreads Choice (Melhor Livro Infantil)[28]
- Escolha IndieNext

A World Without Princes
- Best-seller do The New York Times[29]
- Lista de best-sellers da ABA Indie
- Finalista do Goodreads Choice (Melhor Livro Infantil)[30]

The Last Ever After
- Best-seller do The New York Times[31]
- Lista Indie da ABA mais vendida[32]
- Um dos melhores livros de 2015 da Barnes & Noble
- Vice-campeão do Goodreads Choice (Melhor livro infantil)[33]

## Filmografia
- 2006: Davy and Stu (curta-metragem)
- 2007: Kali Ma (curta-metragem), Boys Life 6
- 2022: A Escola do Bem e do Mal (produtor executivo)